# Pico Negro (Príncipe)
O Pico Negro é uma elevação de São Tomé e Príncipe, localizada a sensivelmente a Sul da ilha do Príncipe. Esta formação geológica eleva-se a 181 metros acima do nível do mar. Encontra-se nas proximidades do Ilhéu Portinho e da Praia Seca.